# Myopiarolis novaecaledoniae
Myopiarolis novaecaledoniae är en kräftdjursart som först beskrevs av Gary C.B. Poore och Brandt 1997.  Myopiarolis novaecaledoniae ingår i släktet Myopiarolis och familjen Serolidae.
Artens utbredningsområde är Nya Kaledonien. Inga underarter finns listade i Catalogue of Life.